# Camas (Washington)
Camas (kiejtése: kæməs) az Amerikai Egyesült Államok északnyugati részén, Washington állam Clark megyéjében elhelyezkedő város. A 2010. évi népszámlálási adatok alapján 19 355 lakosa van.
1883-ban Henry Pittock vállalkozó segítségével a településen papírgyárat nyitottak. Az 1906. június 18-án városi rangot kapó Camas nevét a prérigyertyáról (Camassia) kapta.

## Éghajlat
A város éghajlata mediterrán (a Köppen-skála szerint Csb).
| Hónap                         | Jan.  | Feb.  | Már. | Ápr. | Máj. | Jún. | Júl. | Aug. | Szep. | Okt. | Nov.  | Dec.  | Év    |
| ----------------------------- | ----- | ----- | ---- | ---- | ---- | ---- | ---- | ---- | ----- | ---- | ----- | ----- | ----- |
| Rekord max. hőmérséklet (°C)  | 18,9  | 21,1  | 26,1 | 31,7 | 36,7 | 40,0 | 41,1 | 42,2 | 39,4  | 31,1 | 23,9  | 20,0  | 42,2  |
| Átlagos max. hőmérséklet (°C) | 7,8   | 10,0  | 13,3 | 16,7 | 20,0 | 23,3 | 27,2 | 27,8 | 24,4  | 17,8 | 11,7  | 7,2   | 17,3  |
| Átlagos min. hőmérséklet (°C) | 1,1   | 1,7   | 3,9  | 5,0  | 7,8  | 10,6 | 12,2 | 12,2 | 10,0  | 6,7  | 3,9   | 0,6   | 6,3   |
| Rekord min. hőmérséklet (°C)  | −16,1 | −18,0 | −9,4 | −4,4 | −2,8 | 1,1  | 3,3  | −5,0 | −2,2  | 4,4  | −11,1 | −14,4 | −18,0 |
| Átl. csapadékmennyiség (mm)   | 157   | 134   | 118  | 98   | 75   | 61   | 19   | 22   | 47    | 100  | 185   | 182   | 1198  |
| Forrás: The Weather Channel   |       |       |      |      |      |      |      |      |       |      |       |       |       |

## Népesség
A 2010-es népszámláláskor a városnak 19 355 lakója, 6619 háztartása és 5241 családja volt. A népsűrűség 531 fő/km2. A lakóegységek száma 7072, sűrűségük 194 db/km2. A lakosok 87,4%-a fehér, 1%-a afroamerikai, 0,6%-a indián, 6%-a ázsiai, 0,2%-a a Csendes-óceáni szigetekről származik, 1,2%-a egyéb, 3,6%-a pedig kettő vagy több etnikumú. A spanyol vagy latino származásúak aránya 4,1% (   )
A háztartások 46,5%-ában élt 18 évnél fiatalabb. 65,7% házas, 8,9% egyedülálló nő, 4,6% egyedülálló férfi, 20,8% pedig nem család. 16,2% egyedül élt; 4,9%-uk 65 éves vagy idősebb. Egy háztartásban átlagosan 2,91 személy élt; a családok átlagmérete 3,27 fő.
A medián életkor 36,9 év volt. A város lakóinak 31,1%-a 18 évesnél fiatalabb, 6,5% 18 és 24 év közötti, 27,1%-uk 25 és 44 év közötti, 26,8%-uk 45 és 64 év közötti, 8,7%-uk pedig 65 éves vagy idősebb. A lakosok 49,6%-a férfi, 50,4%-a pedig nő.

## Nevezetes személyek
- Alexa Efraimson, középtávfutó[11]
- Denis Hayes, környezetvédelmi aktivista[12]
- Jaime Herrera Beutler, politikus[13]
- Jimmie Rodgers, popénekes[14]
- Joey Gibson, politikai aktivista[15]
- Kenneth Fisher, pénzügyi tanácsadó[16]
- Michael Reed Barratt, űrhajós[17]
- Shane Chen, feltaláló[18]
- Taylor Williams, kosárlabdázó[19]
- Wendy Wilson, énekes[20]

## Testvérvárosok
Camas testvérvárosai:
- Hoszoe, Japán
- Taki, Japán
- Krapkowice, Lengyelország
- Morawica, Lengyelország
- Zabierzów, Lengyelország

## Fordítás
- Ez a szócikk részben vagy egészben  a   Camas, Washington című angol Wikipédia-szócikk ezen változatának fordításán alapul.  Az eredeti cikk szerkesztőit annak laptörténete sorolja fel. Ez a jelzés csupán a megfogalmazás eredetét és a szerzői jogokat jelzi, nem szolgál a cikkben szereplő információk forrásmegjelöléseként.